# Кроква (герб)
Холуб (Голуб) (пол. Hołub, укр. Голуб) — древний дворянский (шляхетский) герб польских, украинских, литовских дворян, включающий около 10 фамилий, в основном рода Голубов.

## История герба
Предположительно образован путём подмены основных символов герба Холуб I. В польских гербовниках разных времён встречаются различные интерпретации основного символа герба. Другие названия герба: «Сырокомля Холубов» (схожесть с основной фигурой гербов Сырокомля и Абданк) или «Три кроквы» (в переводе с украинского и польского «кроква» — стропила, основной символ герба Абданк напоминает стропила).

## Описание герба
«На красном поле — основная фигура герба, выполненная в белом цвете — на фигуру, которая похожа на „дубль В“, сверху наложен крюк (стрела) с одним краем. Над щитом шлем, украшеный княжей короной, на клейноде шлема та же основная фигура».
Состоит из обёрнутых вершиною книзу двух соединённых между собою стропил, употребляемых при постройке домов, со стоящим на них военным знаком. Поле цвета голубого, а стропила — серебряного.

## Известные личности
- Юрий Голуб (Холуб) – казачий полковник времён Украино-польской освободительной войны.